# Lennart Ljung (ingenjör)
Lennart Ljung, född den 13 september 1946 i Malmö, professor i reglerteknik vid Linköpings universitet.
Ljung tog en kandidatexamen i matematik och ryska 1967 vid Lunds universitet, en civilingenjörsexamen i teknisk fysik 1970 och tog en doktorsexamen i reglerteknik 1974, båda vid Lunds tekniska högskola. Hans handledare var Karl Johan Åström.
Ljung har gjort stora bidrag till reglertekniken, framförallt inom systemidentifiering.
Lennart Ljung är hedersdoktor vid Uppsala universitet, Tekniska högskolan i Helsingfors, Baltic State Technical University i S:t Petersburg i Ryssland, Université de Technologie de Troyes i Frankrike och Katholieke Universiteit Leuven i Belgien.
Ljung är ledamot av Kungliga Vetenskapsakademien sedan 1995 samt av Kungliga Ingenjörsvetenskapsakademien sedan 1985.